# 요바리아
요바리아(Jobaria)는 중생대 쥐라기 중기에서 후기까지 오늘날 아프리카 대륙에 서식한 4족보행의 대형 초식공룡이다. 용반류-용각아목-조바리아과에 속하는 종이다. 전체 몸 길이는 약 20m~22m, 체중은 18t~20t가량 되었을 것으로 추정된다. 화석은 니제르에서 발견되었고, 1999년 학계에 보고되었다. 머리는 짧고 작다. 숟가락 모양의 이빨을 하고 있다. 목은 두껍고 짧은 편이다. 네개의 다리는 기둥과 같이 단단하고 모두 같은 길이를 하고 있다. 둥근 꼬리는 가늘고 길다. 조바리아로 불리기도 한다.